# Parevander unicolor
Parevander unicolor là một loài bọ cánh cứng trong họ Cerambycidae.